# Gruta Nossa Senhora da Rosa Mística

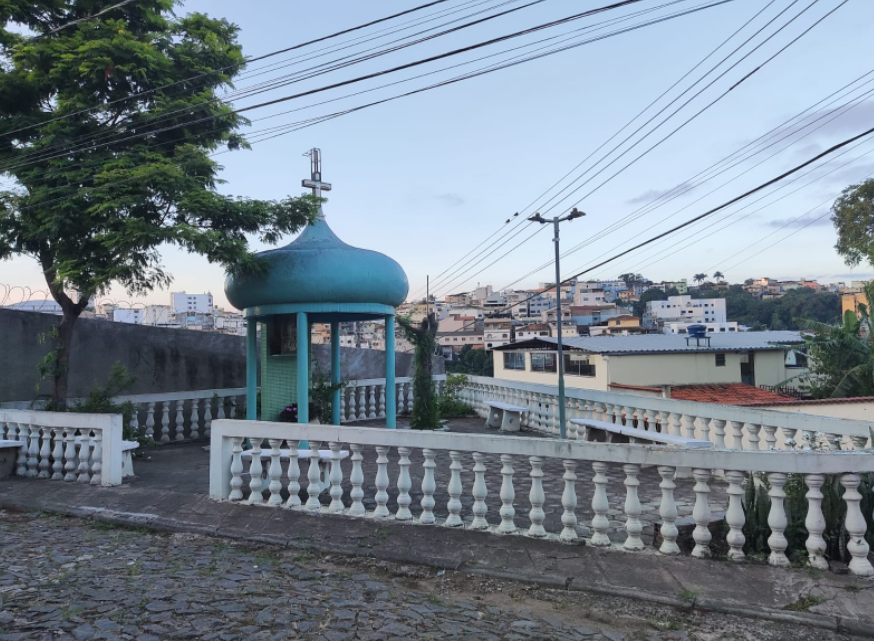
Gruta da Nossa Senhora da Rosa Mística

A Gruta Nossa Senhora da Rosa Mística, localizada em Conselheiro Lafaiete, é um local de lazer e oração criado durante o ano de 1991 e cuidado pelos moradores da rua Prof. José Inácio. Construída pelo artesão Vicente Martins Alves (Vicente Rapadura),[carece de fontes?] foi idealizada pelas moradoras da região D. Nair Mercedes Sol e D. Maria Júlia. Os familiares de D. Nair Mercedes Sol são os responsáveis por cuidar do lugar.
A gruta é principalmente visitada pelos moradores do bairro e faz parte da identidade visual da rua.

## História

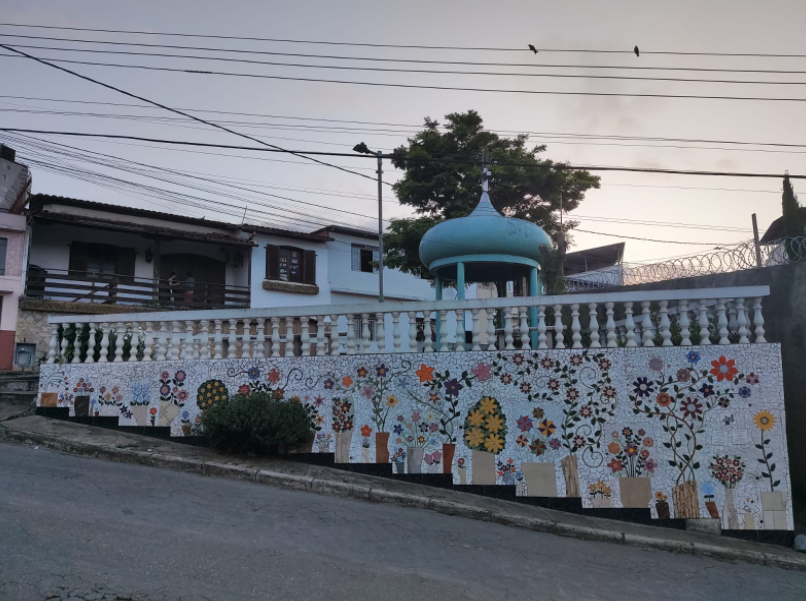
Mosaico de flores realizados pelo Projeto Gentileza do Ponto de Cultura AMAR no muro da Gruta da Nossa Senhora da Rosa Mística, 2013.

A Gruta de Nossa Senhora da Rosa Mística foi construída num pequeno terreno triangular, cercado por balaústres e com alguns bancos, onde foi colocada a imagem da santa localizada na estrutura maior.
De acordo com o diário de Nair Sol, os moradores locais já rezavam o terço no terreno, quando ele era apenas mato, desde 1990. Um dia, o artesão conhecido como Vicente Rapadura, passou perto do grupo e ofereceu-se para construir uma gruta no local.
O nome da gruta foi pensado levando em conta o fato de que, na época, estava acontecendo o cenáculo de Nossa Senhora da Rosa Mística e as “aparições” de Nossa Senhora em Piedade dos Gerais. Assim, os moradores começaram a roda de oração inspirados pelas notícias de uma imagem da santa Nossa Senhora da Rosa Mística chorando, ocorrido em Lorena–SP,  fato televisionado.

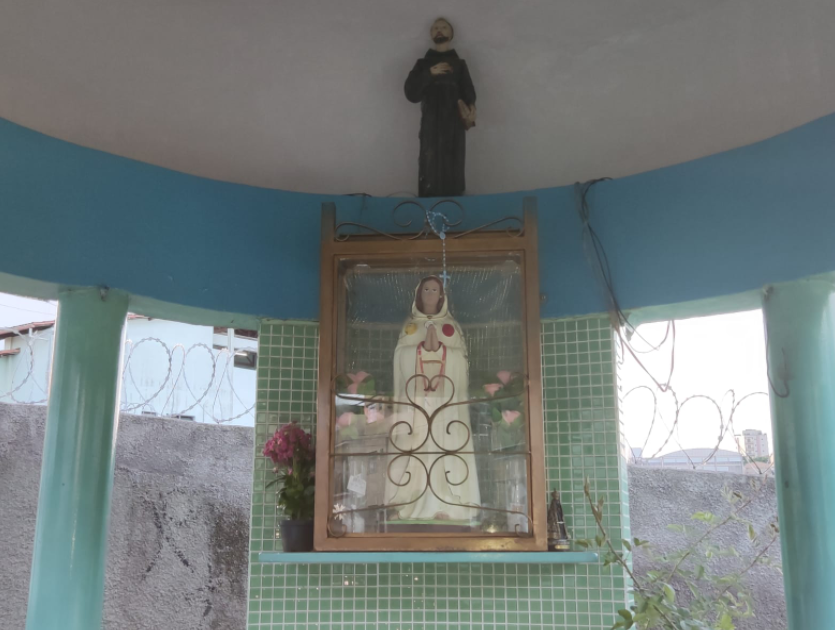
Interior da Gruta Nossa Senhora da Rosa Mística.

Em 2019, a imagem de Nossa Senhora da Rosa Mística original da gruta foi roubada e teve de ser substituída.